# Скатерть

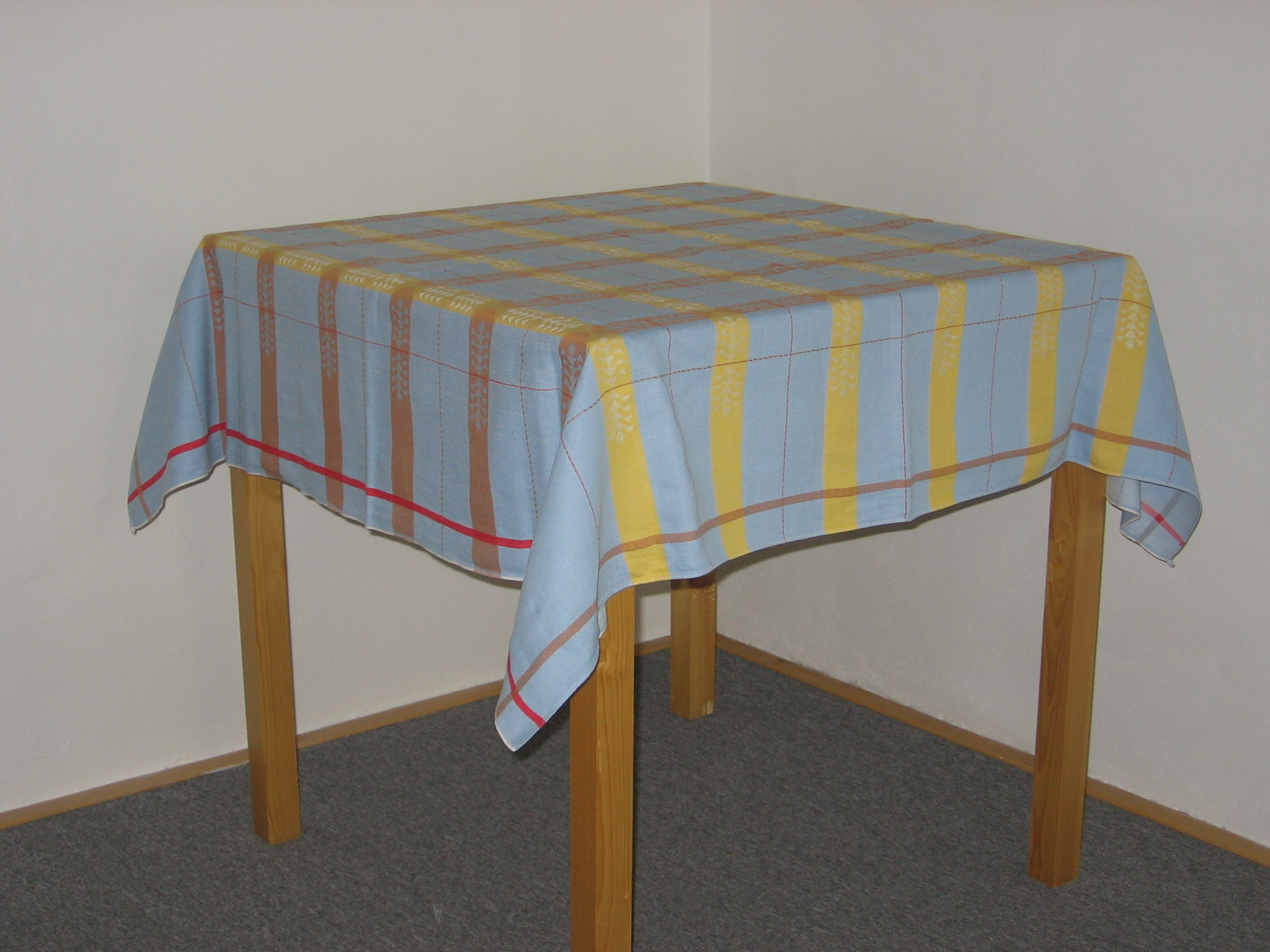
Скатерть на столе

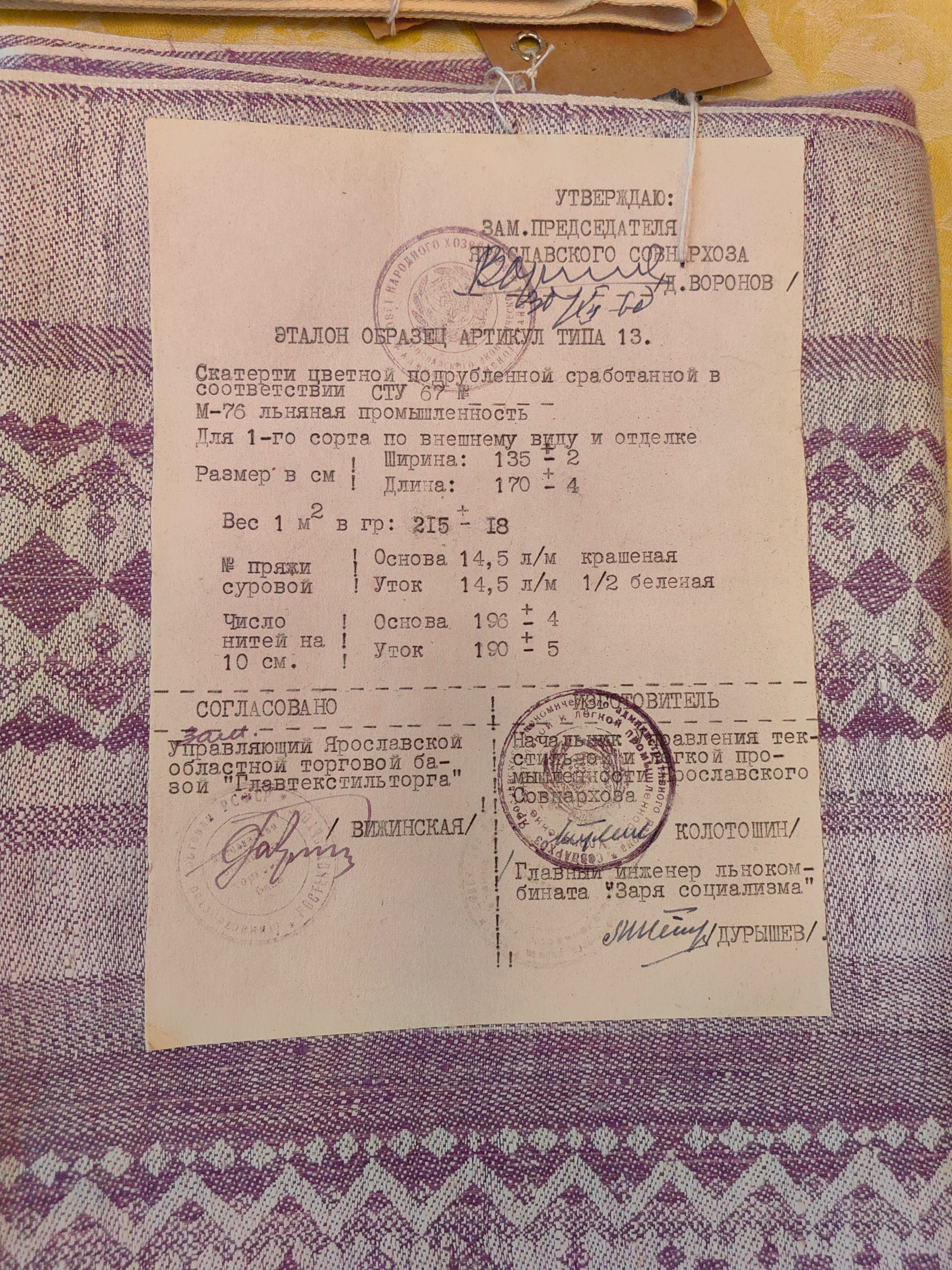
Эталонный образец скатерти в музее Гаврилово-Ямского льнокомбината

Скатерть (диал. столешник; др.-слав. *дъскатьрть предположительно из двух частей: дъска (стол) и «търть» (вытертое, чистое), то есть буквально «чистый стол») — предмет столового белья, специальное изделие (обычно текстильное или вязаное), которым накрывают стол. Скатерть защищает дорогостоящую (из ценных пород дерева, мрамора) поверхность стола от загрязнений и повреждений, прикрывает дефекты поверхности стола и выступает элементом декора помещения.
Скатерти изготавливаются как из натуральных, преимущественно хлопчатобумажных и льняных тканей, так и из искусственных. Белые скатерти придают торжественность, цветные скатерти обычно применяются в сервировке стола для завтрака, чая или кофе. Края скатерти должны опускаться одинаково со всех сторон не менее чем на 25 см, но не ниже сидения стула. Для банкетов и фуршетов часто используются так называемые «юбки», обычно из цветного искусственного шёлка, покрывающие стол от столешницы до почти самого пола, оставляя зазор в 5—10 см. На столовые скатерти в современных сервировках часто стелют контрастные по цвету верхние скатерти меньшего размера, которые называются «наперонами». В летних ресторанах и кафе используются скатерти с тефлоновым покрытием на прорезиненной основе. Надеваемый на стол чехол — подскатерник с прорезиненной основой, не позволяющей скатерти сползать, называется «мольтон».
В Античности, как считается, не знали скатертей, кожаные покровы на столах власть имущих появились только на заре Средневековья. Во Франции скатерти получили распространение при Людовике Святом. Поначалу скатерть представляла собой полотнище длиной 24 м и шириной в 2,5 м, его ткали из ниток двойного кручения, украшали роскошной вышивкой и бахромой. Скатерть являлась вещью-символом: если рыцари ссорились, они разрезали скатерть, что означало, что дружбе пришёл конец.
На Руси первое упоминание скатертей встречается в «Смоленской грамоте» 1150 года. Под скатерть обычно полагался подскатертник, который, по выражению Н. И. Костомарова, полагался «для приличия». «Домострой» обязывал всегда иметь в хозяйстве чистые и готовые на стол скатерти. В будничном обиходе пользовались полотняными или суконными скатертями и подскатертниками, праздничные столы застилали скатертями из бархата, алтабаса, камки с вышитой золотой каймой. В обслуживающий персонал богатых русских домов входил скатертник, отвечавший за состояние столовых приборов и скатертей. В домах с невысоким достатком скатерти были из грубо отделанного полотна, в богатых — браные, то есть с тканым узором и длинной бахромой. Скатерти были ценным подарком, особенно шёлковые из кызылбашской ткани или немецкие, полотняные и шёлковые. В Оружейной палате хранится шёлковая скатерть с изображением кораблей, людей и лошадей, присланная в 1622 году королём Дании Кристианом IV в подарок царю Михаилу Фёдоровичу.